# Zemětřesení na Tchaj-wanu 2016
Zemětřesení na Tchaj-wanu 2016 bylo zemětřesení, které zasáhlo Tchaj-wan brzy ráno 6. února 2016. Zemětřesení o síle 6,4 stupně momentové škály a hloubce 23 kilometrů zasáhlo jih Tchaj-wanu, ale nejvyšší škody utrpěl jihozápad země. Dohromady zemřelo 117 lidí a 550 lidí bylo zraněno.